# Al-Ittihad Aleppo
Al-Ittihad – syryjski klub piłkarski z siedzibą w Aleppo. Klub jest jednym z najpopularniejszych klubów w świecie arabskim i na Bliskim Wschodzie.

## Historia
Klub został założony 20 stycznia 1949 pod nazwą Halab Al-Ahli Club w wyniku fuzji trzech małych drużyn piłkarskich w Aleppo: Al-Janah (Skrzydła), Osud Al-Shahba (Lwy Shahba) i Al-Nejmeh (Gwiazda). Dopiero 25 stycznia 1953 klub oficjalnie został uznany przez ministerstwo spraw wewnętrznych. W 1972 roku decyzją rządu syryjskiego nazwa klubu została zmieniona na Al-Ittihad. 

## Sukcesy
- 7-krotny mistrz Syrii: 1967, 1968, 1977, 1993, 1995, 2005, 2025.
- 9-krotny zdobywca Pucharu Syrii: 1966, 1973, 1982, 1984, 1985, 1994, 2005, 2006, 2011.
- 3-krotny uczestnik etapu grupowego Azjatyckiej Ligi Mistrzów: 2006, 2007, 2008
- 1-krotny zdobywca Pucharu AFC: 2010